# Шаров, Пётр Алексеевич
Пётр Алексеевич Шаров (1799—1846) — русский архитектор.

## Биография
Пётр Алексеевич родился в 1799 году в семье крепостного крестьянина графини Софьи Владимировны Строгановой (Голицыной).

### Образование
Мальчиком Пётр был отдан на обучение к известному российскому архитектору А. Н. Воронихину. Учился на дому у Воронихина в Санкт-Петербурге. В конце 1800-х принимал участие в строительстве Казанского собора в Петербурге. После смерти Воронихина 4 мая 1814 года Шаров был принят в Петербургскую Академию художеств «вольным пансионером». Число крепостных — учащихся Академии художеств росло, и в 1817 году Александр I повелел брать на учёбу в академию только тех, кто получил вольную. В начале 1818 года Шаров был исключён из Академии.

### В Енисейской губернии

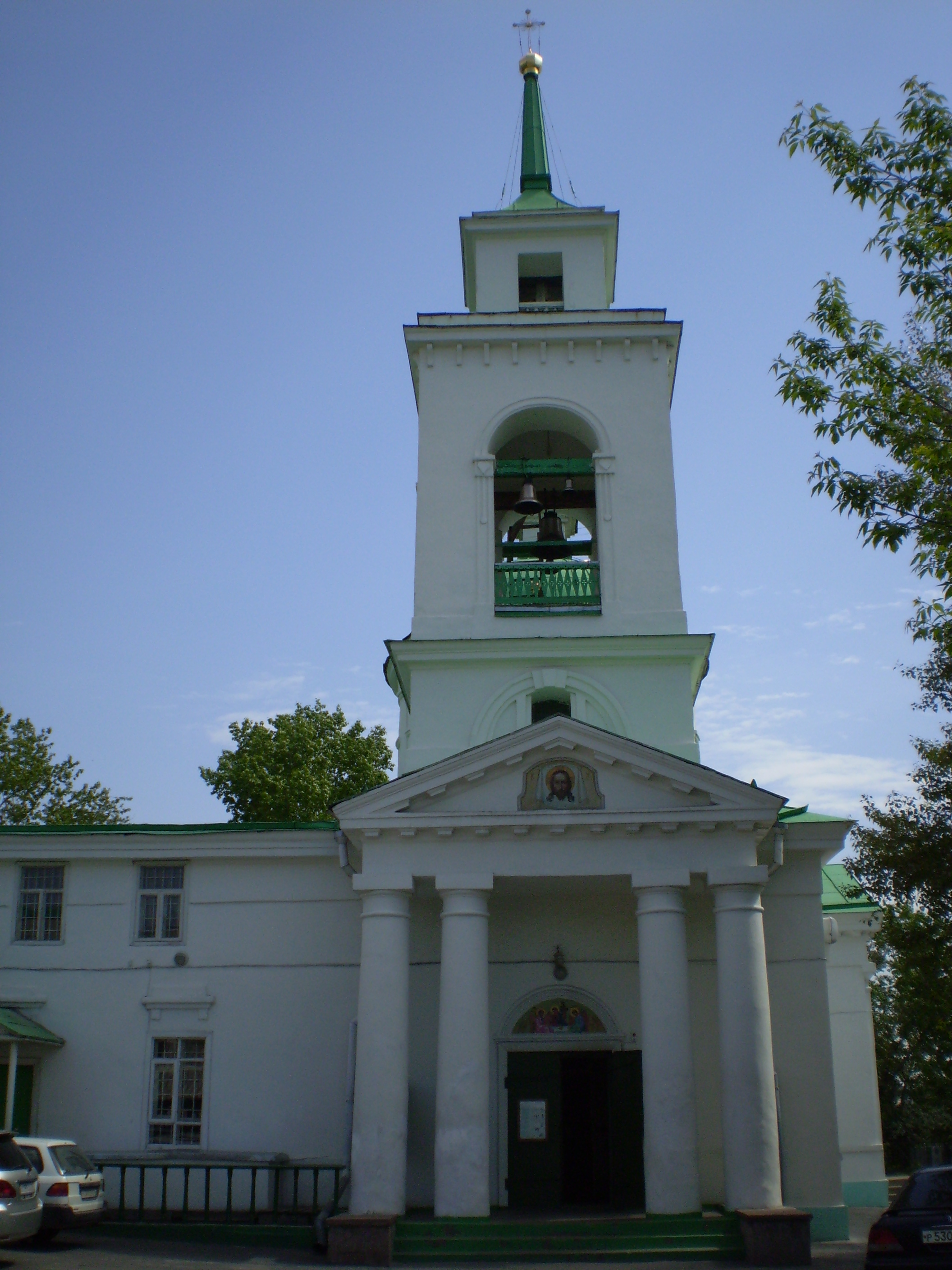
Троицкий собор в Красноярске.

В Красноярск Шаров приехал в 1827 году, предположительно, «по вызову» первого енисейского губернатора А. П. Степанова.
В 1827 году Шаров был определен в штат «архитекторской части» при губернском правлении в должности «помощника архитектора». Оставался в должности помощника губернского архитектора до 1846 года. Зимой 1827 года Шаров приступил к работе над проектом Николаевской церкви в Каменском винокуренном заводе, расположенном недалеко от Енисейска. Строительство церкви завершилось в 1829 году.
Летом 1828 года губернский архитектор П. Ф. Воцкий уехал в Иркутск, а до назначения нового губернского архитектора его обязанности исполнял Шаров. В это время Шаров совершал инспекционные поездки по Енисейскому и Сибирскому трактам «для наблюдения за постройками тюремных заведений», строил казённые сооружения в Красноярске. Исполнял обязанности губернского архитектора до 1829 года.
В 1830 году Шаров получает звание художника архитектуры. Женился на казачке Варваре Михайловне Самойловой. В 1831 году купил участок земли в Садовом переулке (ныне ул. Дзержинского) для строительства собственного дома.
В сентябре 1834 года Шаров завершил проект Троицкой кладбищенской церкви. Второй его интересной работой (сентябрь 1835 года) был проект северного двухэтажного придела к Успенской церкви Енисейска.

### Другие проекты
Значительную часть деятельности Петра Алексеевича составила работа по выполнению архитектурных проектов для городов и сел Енисейской губернии.
- Каменная Георгиевская церковь в селе Белоярском (построена в 1860-е);
- Проект перестройки жилого дома купца М. Хороших в Ачинске под городскую больницу;
- Проект здания ачинского духовного правления (1839 год);
- Проект иконостаса Троицкой церкви села Бараитского (ноябрь 1836 года).

Пётр Алексеевич скончался в 1846 году. Похоронен на Троицком кладбище Красноярска.